# سوفیا ریچی
سوفیا الکساندرا ریچی (زاده ۲۴ اوت ۱۹۹۸) مدل و شخصیت‌ رسانه‌ای  آمریکایی است. او در کمپین‌های تعدادی از برندهای بزرگ از جمله استوارت وایتزمن، تامی هیلفیگر، مایکل کورس و آدیداس حضور داشته است. او کوچک‌ترین دختر خواننده لیونل ریچی و خواهر نیکول ریچی است.

## فیلم شناسی
| سال  | عنوان                        | نقش  | توضیحات                   |
| ---- | ---------------------------- | ---- | ------------------------- |
| ۲۰۱۴ | صادقانه نیکول                | خودش | ۳ قسمت                    |
| ۲۰۱۶ | قرمز، سفید و چکمه ای         | خودش | فیلم تلویزیونی            |
| ۲۰۱۹ | آن را مانند Disick ورق بزنید | خودش | قسمت: "مسابقه برای پایان" |
| ۲۰۱۹ | پابه‌پای خانواده کارداشیان    | خودش | قسمت: "شرکت سه نفر"       |

| سال  | عنوان        | نقش  | توضیحات    |
| ---- | ------------ | ---- | ---------- |
| ۲۰۱۸ | هشت یار اوشن | خودش | حضور کوتاه |